# Conțești (Dâmbovița)
Conţeşti é uma comuna romena localizada no distrito de Dâmboviţa, na região de Muntênia. A comuna possui uma área de 52.46 km² e sua população era de 5310 habitantes segundo o censo de 2007.